# Cratere Ptolemaeus (Marte)
Ptolemaeus è un cratere sulla superficie di Marte.
Il cratere è dedicato all'astronomo greco Claudio Tolomeo.